# Pruillé
Pruillé korábbi község Franciaország Loire mente régiójában, Maine-et-Loire megyében. 2016. január 1-jén három másik korábbi községgel egyesült és Longuenée-en-Anjou új község része lett.
Lakosainak száma 719 fő (2018. január 1.). Pruillé La Membrolle-sur-Longuenée, Feneu, Grez-Neuville és Sceaux-d’Anjou községekkel határos.

## Népesség
A település népességének változása:
| Lakosok száma | 417  | 371  | 387  | 422  | 531  | 621  | 666  | 719  | 721  | 719  |
|               | 1962 | 1968 | 1982 | 1990 | 1999 | 2008 | 2011 | 2013 | 2017 | 2018 |